# دین و شخصیت
دین و شخصیت (انگلیسی: Religion and personality)، اکثر دانشمندان اتفاق نظر دارند که دین‌داری (که به آن مذهبی بودن نیز گفته می‌شود) یک نظریه صفت مستقل نیست، علی‌رغم وجود اشتراکاتی بین ویژگی‌های آنها. دینداری و ویژگی‌های شخصیتی هر دو به احساس‌ها، اندیشه‌ها و رفتار‌های فرد مربوط می‌شود. با این حال، برخلاف شخصیت، سطح دینداری فرد اغلب با وجود یا عدم اعتقاد و ارتباط با یک قدرت برتر، سبک زندگی یا رفتارهای خاص اتخاذ شده برای یک قدرت بالاتر و احساس تعلق به سایر پیروان دین سنجیده می‌شود.
بسیاری از نویسندگان کوشیده‌اند تا عناصر اساسی دین را شناسایی کنند. به عنوان مثال، ساروقلو (۲۰۱۱)، یک مدل روانشناختی دقیق از «چهار بعد مذهبی بزرگ» ارائه کرده است، که یک طبقه‌بندی روشنگر از مؤلفه‌های اصلی دینداری ارائه می‌دهد که فرمول بندی‌های متعدد قبلی را در روان‌شناسی و جامعه‌شناسی دین ادغام می‌کند. به‌طور خلاصه، برای ساروقلو، مذهبی بودن مستلزم آن است
1. باور: داشتن مجموعه ای از باورها در مورد موجودات متعالی (مانند خدایان یا خدای شخص‌وار، نیروهای غیرشخصی زندگی، اصول کارمایی).
2. پیوند: داشتن تجارب عاطفی و خود تعالی، معمولاً از طریق آیین‌ها یا مناسک (چه خصوصی یا عمومی، مکرر یا نادر)، که فرد را به دیگران و به واقعیتی عمیق‌تر متصل می‌کند.
3. رفتار: پیروی از برخی هنجارهای اخلاقی و اعمال خودلگامی برای رفتار مطابق با این هنجارها.
4. تعلق: تطبیق داشتن و وابستگی به جامعه یا سنت خاصی.[۳]